# Jardín Botánico de Marin-Bolinas

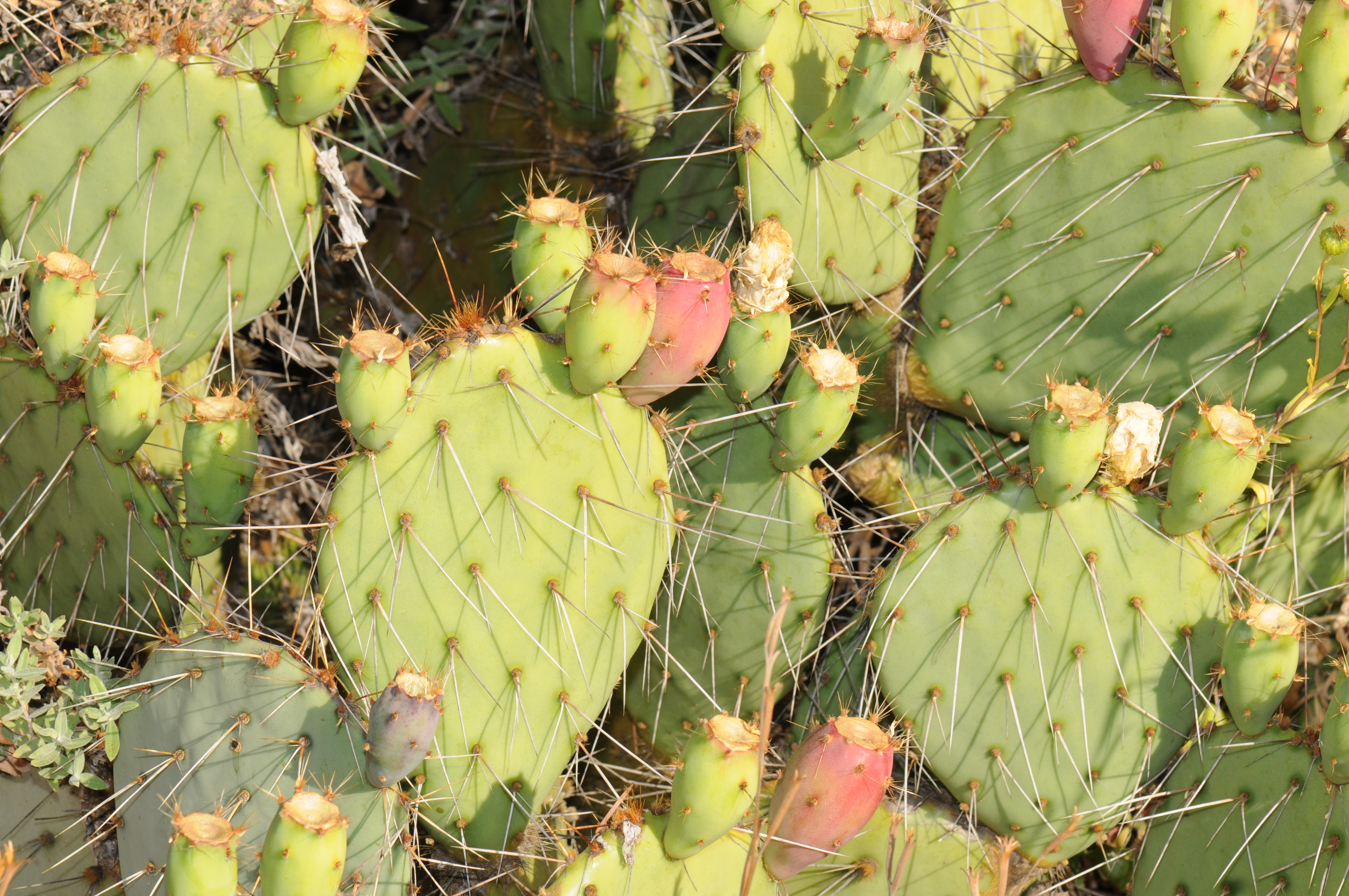
Opuntia phaeacantha var. discata, especie silvestre de la Flora de California.

El Jardín Botánico de Marin-Bolinas (en inglés: Marin-Bolinas Botanical Gardens) es un jardín botánico de 14 acres (6 hectáreas) de extensión, de administración privada, en Bolinas, California. 

## Localización
El jardín botánico se ubica en "Bolinas Mesa" en el Condado de Marin.
Marin-Bolinas Botanical Gardens, 250 Mesa Rd, Bolinas, California 94924 United States of America-Estados Unidos de América.37°54′34″N 122°41′11″O / 37.90944, -122.68639
Se encuentra abierto al público la mayoría de fines de semana.

## Historia
El jardín botánico tiene sus inicios en 1981.
El médico jubilado, Dr. Herman Schwartz recogió estas plantas en docenas de viajes por el mundo entero desde el desierto de Kalahari al del Sáhara o en Madagascar. 
Los raros tesoros botánicos que nos encontramos en el jardín y los invernaderos reflejan la herencia del doctor Schwartz y su pasión para recoger y compartir el "mundo inocente de las plantas" con los niños y los adultos.

## Colecciones
Este jardín botánico está especializado en suculentas con más de 2,000 especies; 
Son de destacar las secciones de.
- Jardín de los niños, con 280 tipos de suculentas.
- Invernaderos con un número de 6, uno de ellos dedicado a aloes y euphorbias.
- Jardín de plantas nativas del Marin County de 6.5 acres de extensión que actualmente está siendo desarrollado.